# Joan Francesc Mira i Casterà
Joan Francesc Mira i Casterà   (València, 4 de desembre de 1939) és un escriptor, hel·lenista, antropòleg i sociòleg valencià. És soci d'honor de l'Associació d'Escriptors en Llengua Catalana, acadèmic de l'Acadèmia Valenciana de la Llengua i expresident d'Acció Cultural del País Valencià. En l'àmbit polític, és simpatitzant i va ser candidat del Bloc Nacionalista Valencià els anys 2000 i 2003.
Al voltant de la temàtica valencianista i històrica cal destacar les seues obres Crítica de la nació pura (1984), que discuteix el concepte de nació, Sobre la nació dels valencians (1997) i Els Borja: família i mite (2000).

## Biografia
Nascut el 1939 a la ciutat de València, va viure la seua infància a la pedania de La Torre d'aquesta ciutat. El 1959 va obtindre el títol de batxiller a la Universitat Gregoriana de Roma, i a l'any següent, també a Roma, es va llicenciar en Filosofia per la Universitat Lateranense. El 1962 es va llicenciar en Filosofia i Lletres per la Universitat de València i es va doctorar en Filosofia i Lletres per la mateixa universitat l'any 1971. Posteriorment, va treballar en aquesta com a professor de grec entre 1983 i 1991. Des del 1991, és catedràtic d'aquesta matèria a la Universitat Jaume I de Castelló de la Plana, on desenvolupa la seua tasca docent.
Al llarg dels anys setanta va col·laborar al Laboratoire d'Anthropologie Sociale de la Sorbona, i en els anys 1978 i 1979 fou professor de la Universitat de Princeton. Dirigí l'Institut Valencià de Sociologia i Antropologia Social entre els anys 1980 i 1984, i el 1982 fundà el Museu d'Etnologia de València, institució que va dirigir fins a 1984. El 1999 va entrar a ser membre de l'Institut d'Estudis Catalans. El 2013 va presentar El tramvia groc (Proa), on recull les experiències de la seua infantesa a la pedania de La Torre de València durant la dècada del 1940 i 1950. El març de 2016 va ser elegit acadèmic de l'Acadèmia Valenciana de la Llengua. Per la seua trajectòria ha sigut guardonat amb diversos premis, entre els quals destaquen el Premi d'Honor de les Lletres Catalanes el 2004, el premi Gabriel Alomar el 2005 o el Premi 9 d'octubre de les Lletres Valencianes el 2016.
Pel que fa a l'àmbit cívic, Joan Francesc Mira va ser un dels fundadors d'Acció Cultural del País Valencià el 1971, que seria legalitzada amb la restauració de la democràcia el 1978. L'organització buscava promoció de la llengua i cultura valenciana, així com la recuperació de la consciència civil entre els valencians. Junt a Mira, altres fundadors de renom foren Joan Fuster, Manuel Sanchis Guarner, Andreu Alfaro i Eliseu Climent.
El 1991 rebé la Creu de Sant Jordi per la seua dedicació cívica. El 1992 va ser nomenat president d'Acció Cultural del País Valencià, que havia ajudat a fundar, i el 1999 deixà la presidència per a ser candidat a les Corts Valencianes per la coalició anomenada Valencians pel Canvi, en la qual s'integrava el Bloc Nacionalista Valencià. A més de la seua participació en les eleccions valencianes de 1999, posteriorment va ser candidat del Bloc Nacionalista Valencià a les eleccions generals del 2000 i a les eleccions valencianes de 2003, on va tancar de manera simbòlica la llista del BLOC per Castelló. Així mateix, el seu fill Roger Mira va ser cap de llista de Compromís en Castelló a les eleccions generals espanyoles de 2011.
El juliol de 2012, Joan Francesc Mira va ser elegit novament president d'Acció Cultural del País Valencià en substitució d'Eliseu Climent. El maig del mateix any, durant les votacions a les Corts Valencianes per renovar el Consell Valencià de Cultura, Compromís va proposar Joan Francesc Mira com a membre d'aquesta institució per ser independent i tindre un currículum superior i important per dignificar el CVC. Però, el PP va pactar amb el PSPV-PSOE i va vetar Mira, impedint-li ocupar una de les 25 places del Consell Valencià de Cultura.

## Obres

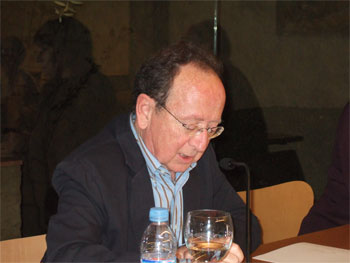
Joan Francesc Mira a l'acte d'inauguració de l'exposició Pla, l'Hermós i companyia. Figures literàries II organitzada per la Fundació Josep Pla (2008)

També és autor de novel·les i contes com ara El bou de foc (1974), Els cucs de seda (1975), Viatge al final del fred (1983), Els treballs perduts (1989) -premi Lectors del Temps 1990 i un acostament temàtic a l'Ulisses de Joyce-, Borja Papa (1996), Quatre qüestions d'amor (1998) i Purgatori (2002).
Com a traductor, destaquen les seues versions de La Divina Comèdia (2001), dels Evangelis (2004) i de l'Odissea (2011).

### Novel·la
- El bou de foc (1974)
- Els cucs de seda (1975)
- El desig dels dies (1981)
- Viatge al final del fred (1983)
- El treballs perduts (1989) ISBN 978-84-8437-826-6
- Borja Papa (1996) ISBN 978-84-7588-723-4
- Purgatori (2003) ISBN 978-84-9930-865-4
- El professor d'història (2008) ISBN 978-84-8437-477-0
- El tramvia groc (2013) ISBN 978-84-7588-421-9
- Tots els camins (2020) ISBN 978-84-7588-822-4

### Narrativa breu
- Quatre qüestions d'amor (1998)
- Els cucs de seda (1975)

### Assaigs, estudis, biografies
- Som. Llengua i Literatura (1974)

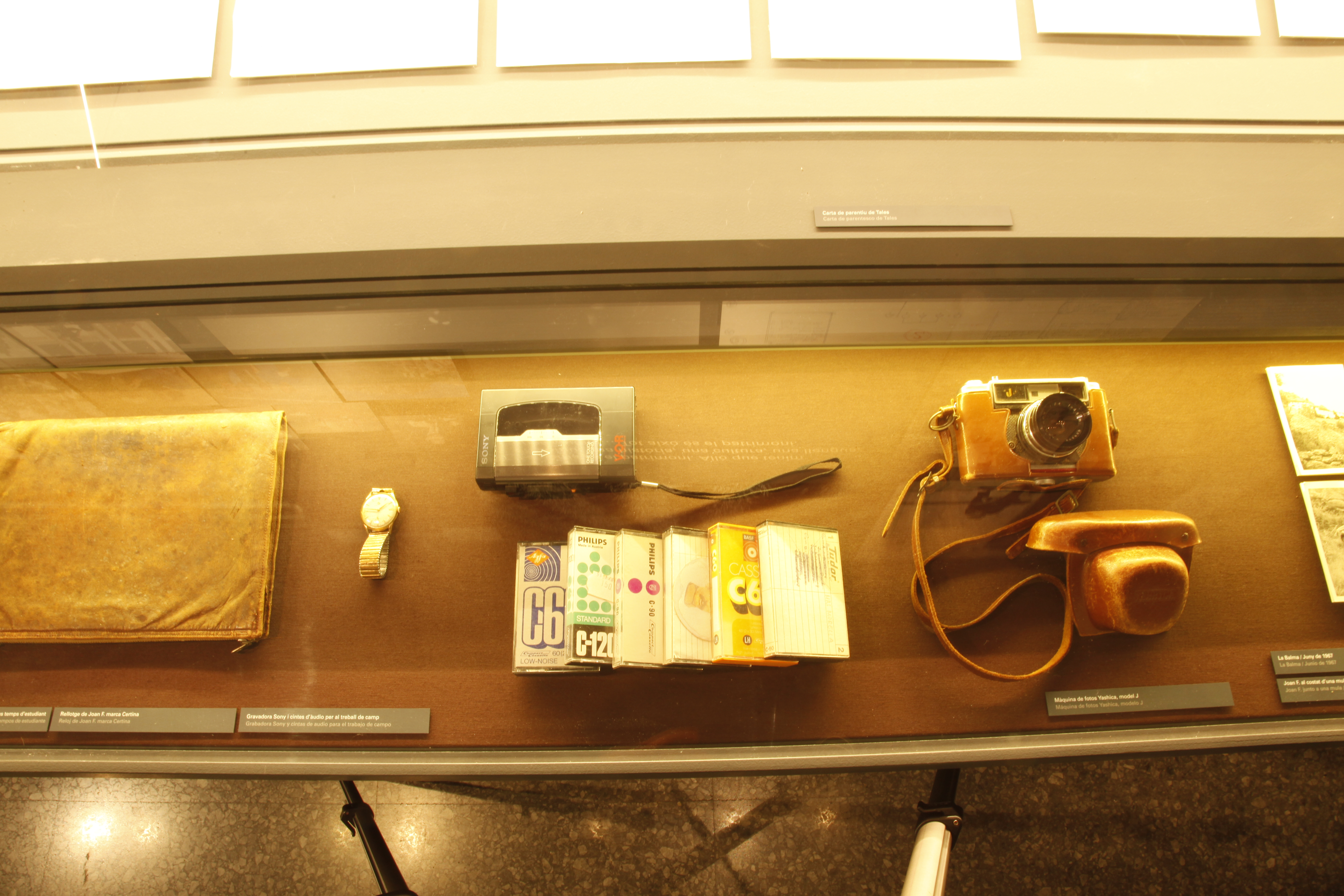
Material per a treball de camp. Exposició al Museu Valencià d'Etnologia.

Màquina d'escriure. Exposició al Museu Valencià d'Etnologia.

- Un estudi d'antropologia social al País Valencià: els pobles de Vallalta i Miralcamp (1974)
- Els valencians i la terra (1978)
- Introducció a un País (1980)
- Població i llengua al País Valencià (1981)
- Crítica de la nació pura (1985)
- Hèrcules i l'antropòleg (1994)
- Sense música ni pàtria (1995)
- Sobre la nació dels valencians (1997)
- Cap d'any a Houston (1998)
- València per a veïns i visitants (1999)
- Els Borja. Família i mite (2000)
- Sant Vicent Ferrer. Vida i llegenda d'un predicador (2002)
- La prodigiosa història de Vicent Blasco Ibáñez (2004)
- Vida i final dels moriscos valencians (2009)[18]
- En un món fet de nacions (2008)
- Europeus. Retrat en setanta imatges (2010)
- El cercle màgic. Assaigs sobre cultures, pobles i nacions (1973-2008) (2018)

### Traduccions
- Borja Papa (1997), del català
- Valencia para visitantes y vecinos (1999), del català
- Los Borja: familia y mito (2000), del català
- El tramvia (2001), de Claude Simon, del francès
- La divina comèdia (2001)
- Evangelis (2004)
- l'Odissea (2011)

## Premis i reconeixements
- 1974 — Premi Andròmina de narrativa per Els cucs de seda
- 1984 — Premi Joan Fuster d'assaig per Crítica de la nació pura
- 1985 — Premi de la crítica Serra d'Or d'assaig per Crítica de la nació pura
- 1985 — Lletra d'Or per Crítica de la nació pura
- 1991 — Creu de Sant Jordi
- 1996 — Premi Crexells-Ateneu de Barcelona per Borja Papa
- 1996 — Premi de la Crítica, per Borja papa
- 2000 — Premi de la crítica Serra d'Or de traducció per Divina Comèdia
- 2001 — Medalla d'Or de la Ciutat de Florència
- 2001 — Premio Nacional de Traducción
- 2002 — Premi Sant Jordi de novel·la
- 2004 — Premi Nacional de la Crítica, per Purgatori
- 2004 — Premi d'Honor de les Lletres Catalanes
- 2004 — Miquelet d'Honor de la Societat Coral el Micalet de València
- 2005 — Premi Gabriel Alomar
- 2005 — Medalla d'Honor de la Xarxa Vives d'Universitats.
- 2007 — Premi Jaume Fuster
- 2008 — Premi Joan Crexells de narrativa per El professor d'història[19]
- 2009 — Premi de Narrativa Maria Àngels Anglada per El professor d'història
- 2009 — Premi Alfons el Magnànim València de Narrativa per Escacs de mort
- 2009 — Premi Nacional de la Crítica, per El professor d'història
- 2015 — Premi Socarrat Major[20]
- 2016 — Premi 9 d'octubre de les Lletres Valencianes[21]
- 2016 — Medalla de la Universitat de València[22][23]
- 2019 — Premi Cultura Valenciana[24]
- 2022 — Premi Trajectòria 2022, atorgat per l'Associació d'Editors en Llengua Catalana en el marc de la Setmana del Llibre en Català[25]
- 2023 — Doctor honoris causa per la Universitat d'Alacant[26]